# クレヨン (モデルエージェンシー)
クレヨンは、日本のモデル事務所。子供モデルが専門。

## 主な所属者

### 女性
- 新井笑琳
- 永山菜々
- 一華
- 中込有梨沙
- 渡辺琴美
- 井側さやか
- 鈴木りりあ
- 滝澤安惟
- 弓削今日子
- 桜井結花
- 青山いちご
- 梶山美音
- 高橋華恋
- 平野愛莉
- 小渕由樹
- 土橋恵
- 勅使川原有里香
- 富山莉沙
- 戸田実沙
- 中島里穂
- 根本優海
- 野呂史菜
- 増田瑠理子
- 吉田絢美
- 内山穂乃香
- 岡田朱音
- 黒澤伽恋
- 近藤夏海
- 高橋陽香
- 萩野可奈子
- 本多奈々子
- 渡邊杏奈
- 渡邊麻梨奈

### 男性
- 高丘翔太郎
- 山口起麻
- 大塚翼
- 細井允貴
- 望月輝
- 田辺日加
- 安室脩星
- 三浦哲史
- 青柳賢信
- 寺崎巨樹
- 小菅蒼央
- 猪又碧人
- 中田勇輝
- 青木遼生
- 島田勇哉
- 高山怜
- 松川健斗
- 松川大輔
- 松本大地
- 隈拓海
- 渡辺翔大
- 小島涼
- 田村優祈

## かつての所属者
- 前田愛
- 前田亜季
- 渋谷桃子
- 中田あすみ
- 伊倉愛美
- 坂田慎一郎
- 平田実音
- 澤畠流星
- 夏目卓実
- 秦透哉
- ルウク（本名の竹内瑠空〔たけうち るうく〕時代）
- 桜井結花
- 増田梨沙